# Gran Premio Miguel Indurain 2016
Il Gran Premio Miguel Indurain 2016, sessantesima edizione della corsa e diciottesima con questa denominazione, valevole come evento del circuito UCI Europe Tour 2016 categoria 1.1, si svolse il 2 aprile 2016 su per un percorso di 192 km. La vittoria fu appannaggio dello spagnolo Jon Izagirre, il quale completò la gara in 4h37'18", alla media di 41,543 km/h, precedendo il colombiano Sergio Henao e l'italiano Moreno Moser.
Sul traguardo di Basilica de Puy 78 ciclisti, su 130 partenti, portarono a termine la competizione.

## Squadre e corridori partecipanti
| N.    | Cod. | Squadra                       |
| ----- | ---- | ----------------------------- |
| 1-8   | KAT  | Team Katusha                  |
| 11-18 | MOV  | Movistar Team                 |
| 21-28 | CPT  | Cannondale Pro Cycling Team   |
| 31-38 | SKY  | Team Sky                      |
| 41-48 | OGE  | Orica-GreenEDGE               |
| 51-58 | CJR  | Caja Rural-Seguros RGA        |
| 61-68 | TNN  | Team Novo Nordisk             |
| 71-78 | ONE  | ONE Pro Cycling               |
| 81-88 | EUS  | Euskadi Basque Country-Murias |

| N.      | Cod. | Squadra                      |
| ------- | ---- | ---------------------------- |
| 91-98   | BUR  | Burgos-BH                    |
| 101-108 | ESP  | Spagna                       |
| 111-117 | KCP  | Massi-Kuwait Cycling Project |
| 121-128 | W52  | W52-FC Porto-Porto Canal     |
| 131-138 | RPB  | Rádio Popular-Boavista       |
| 141-148 | RBD  | Rietumu-Delfin               |
| 151-158 | DCT  | Inteja-MMR Dominican         |
| 161-168 | RUS  | Russia                       |

## Ordine d'arrivo (Top 10)
| Pos. | Corridore            | Squadra    | Tempo    |
| ---- | -------------------- | ---------- | -------- |
| 1    | Jon Izagirre         | Movistar   | 4h37'18" |
| 2    | Sergio Henao         | Sky        | s.t.     |
| 3    | Moreno Moser         | Cannondale | a 14"    |
| 4    | Giovanni Visconti    | Movistar   | a 17"    |
| 5    | Sergej Černeckij     | Katusha    | a 18"    |
| 6    | Pello Bilbao         | Caja Rural | a 20"    |
| 7    | Egor Silin           | Katusha    | a 35"    |
| 8    | Hugh Carthy          | Caja Rural | a 2'42"  |
| 9    | Fabricio Ferrari     | Caja Rural | a 2'58"  |
| 10   | Frederico Figueiredo | Rádio Pop. | a 3'35"  |